# Калиев нитрат
Калиевият нитрат (KNO3), познат още под имената калиева селитра или индийска селитра, е калиева сол на азотната киселина. Като всички нитрати това съединение е добър окислител. При нагряване се разлага на калиев нитрит и кислород:
{\displaystyle \mathrm {2\ KNO_{3}\ \to \ 2\ KNO_{2}+O_{2}} }
При по нататъшно нагряване калиевият нитрит се разлага и сумарното уравнение е :
{\displaystyle \mathrm {4\ KNO_{2}\ \to \ 2K_{2}O+2N_{2}+3O_{2}} }
Този процес е ендотермичен (ΔH=+75.5 kcal/mol). Част от кислорода, съдържащ се в калиевата селитра, не се отдава, а остава свързан под формата на дикалиев оксид. По тази причина съединението е по-слаб окислител от напр. калиевия хлорат и смесите с него се характеризират с по-ниска скорост на горене.
През средновековието калиевата селитра е използвана предимно в черния барут и е била по тази причина стратегическа суровина. Достъпът до калиева селитра е решавал изхода на много военни конфликти. Суровината се е доставяла в големи количества от Индия, което е причината понякога да се нарича още и индийска селитра. Друг основен доставчик станал Чили, където били открити големи залежи на натриев нитрат (чилска селитра).
Тъй като натриевият нитрат е хигроскопичен и не може да се използва за направата на черен барут, от него чрез конверсия с калиев хлорид се получавал калиев нитрат:
{\displaystyle \mathrm {NaNO_{3}+KCl\to KNO_{3}+NaCl\downarrow } }
При температурата на кипене на водния разтвор на тези компоненти най-ниска разтворимост има натриевият хлорид. При изпаряване на част от водата се отделят кристали от натриев хлорид а калиевата селитра остава в разтвора. След добавяне на вода и охлаждане до около 5 °C из разтвора се отделя калиевата селитра.
Във времена на недостиг на импортна селитра и/или във военно време се използвали и други методи. Разпространено било изстъргването на селитра от стени на зимници и обори. Преваряването на тор или земя от оборите давали също ценната суровина. Карбамидът, съдържащ се в урината на животните се разлага бавно от бактерии и в крайна сметка се получава азотна киселина, която реагира с калциевите соли в почвата и дава калциев нитрат (норвежка селитра). След изваряване калциевият нитрат преминава в разтвор, към който се добавя калиев карбонат (или растителна пепел):
{\displaystyle \mathrm {Ca(NO_{3})_{2}+K_{2}CO_{3}\to 2KNO_{3}+CaCO_{3}\downarrow } }
Добиването на селитра по този начин било доходен занаят през средновековието, а хората които се занимавали с него се ползвали с привилегии.
След като бездимният барут изместил черния (димния) барут и след откриването на синтетични методи за получаване на азотна киселина, горните методи за добиване на селитра изгубили значение.
В днешно време калиевата селитра се използва в пиротехнически смеси (вкл. черен барут и димки) като окислител. Друго важно приложение намира като консервант в хранително-вкусовата промишленост (Е252). Тъй като съдържа калиеви катиони и нитратни аниони калиевата селитра се използва и като комбиниран калиево-азотен минерален тор. Може да се използва и за получаване на кислород в лабораторни условия.